# Riebiņi

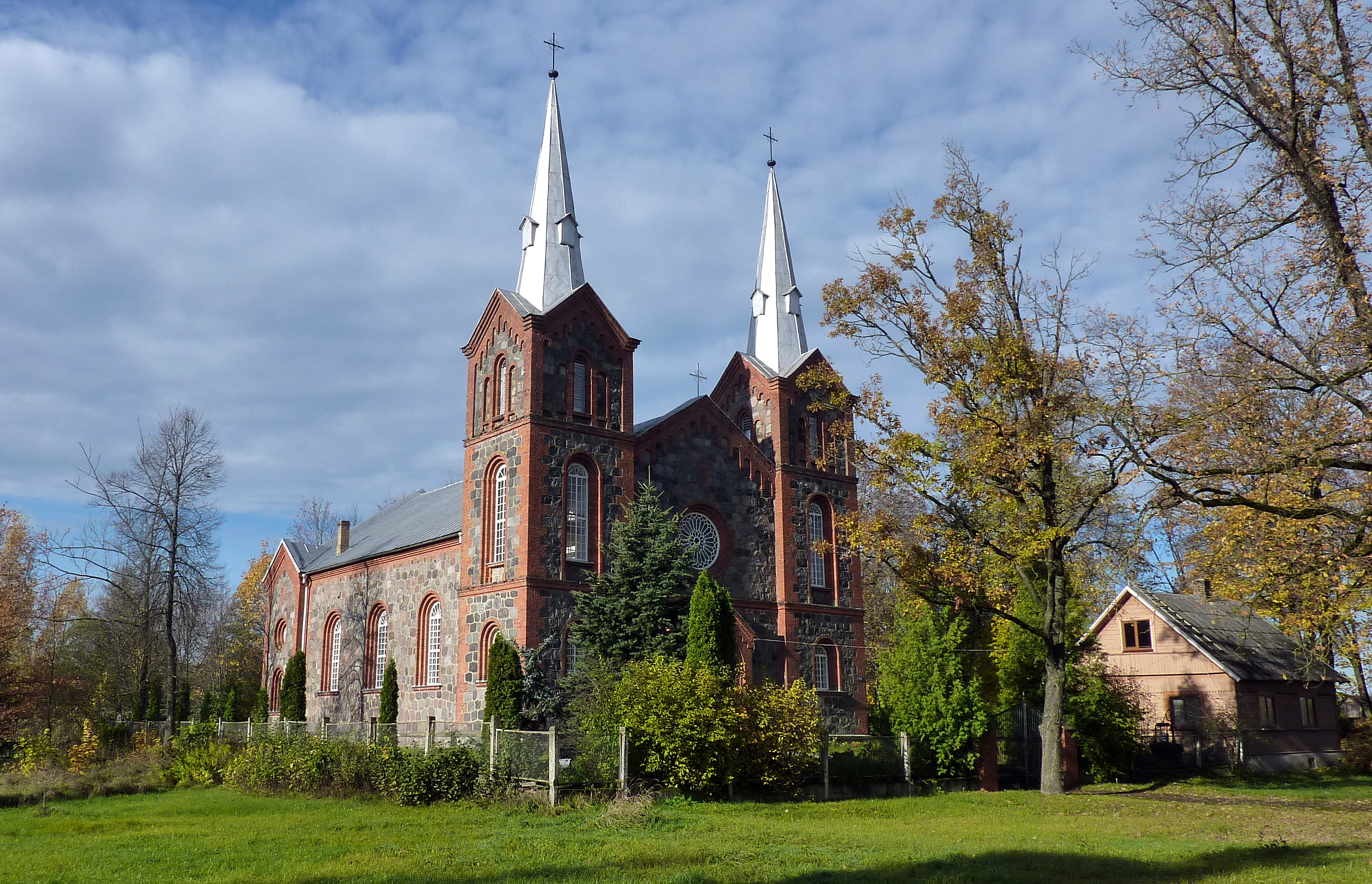
Kościół św. Piotra i Pawła w Riebiņi

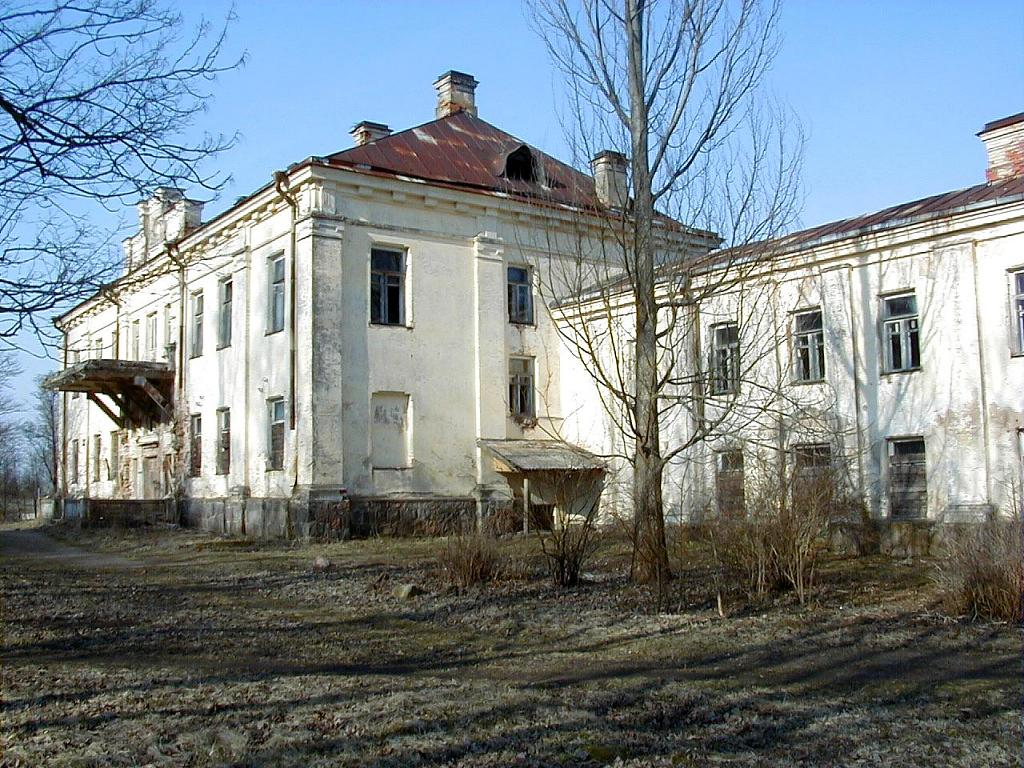
Pałac w Riebiņi

Riebiņi (pol. hist. Rybiniszki; dawniej Krewenmujża; ros. Рыбинишки) – miejscowość na Łotwie, w Łatgalii, w novadsie Preiļi, w latach 2009–2021 siedziba novadsu Riebiņi, położona ok. 6 km na północny wschód od Preiļi, nad rzeką Feimanką, ok. 37 km na południowy zachód od Rzeżycy. W 2006 roku liczyła 951 mieszkańców, a w 2015 roku liczyła 850 mieszkańców.
W połowie XVI wieku Hermistrz Pletenberg nadał tę ziemię Gerhardowi Rehbinderowi. Wnuk Rehbindera, Libert, w 1600 r. (za aprobatą króla Zygmunta III) przekazał te dobra dla Ernesta Korffa. W 1694 r. dobrami tymi władał wnuk Ernesta, Wilhelm Korff.
W 1716 r. wnuk Wilhelma, Gedeon Korff, zrzekł się Krewenmujży na rzecz Gotarda Ernesta Berka (von Berck) i jego żony Marii Korffówny. W 1746 r. majętności te przeszły na jedynego syna Gotarda – Jana Berk, skarbnika inflanckiego. Jan Berk cedował Rybiniszki na swojego teścia Franciszka Jodkę i jego syna Józefa. Jednakże Jodkowie tej darowizny nie przyjęli. Ostatecznie w 1758 r. Jan Berk sprzedał Rybiniszki swojemu zięciowi, pisarzowi grodzkiemu inflanckiemu Michałowi Weyssenhoffowi, który połączył okoliczne majątki w jeden klucz, obejmujący attynencje: Antoniszki, Tadehof, Weronikowo (Kokule), Strażwald, Stefanpol (Bodże), Frejmanpol (Łukaszyszki), wraz z folwarkami, zaściankami i wioskami; sam zaś Michał Weyssenhoff osiadł w Rybiniszkach.

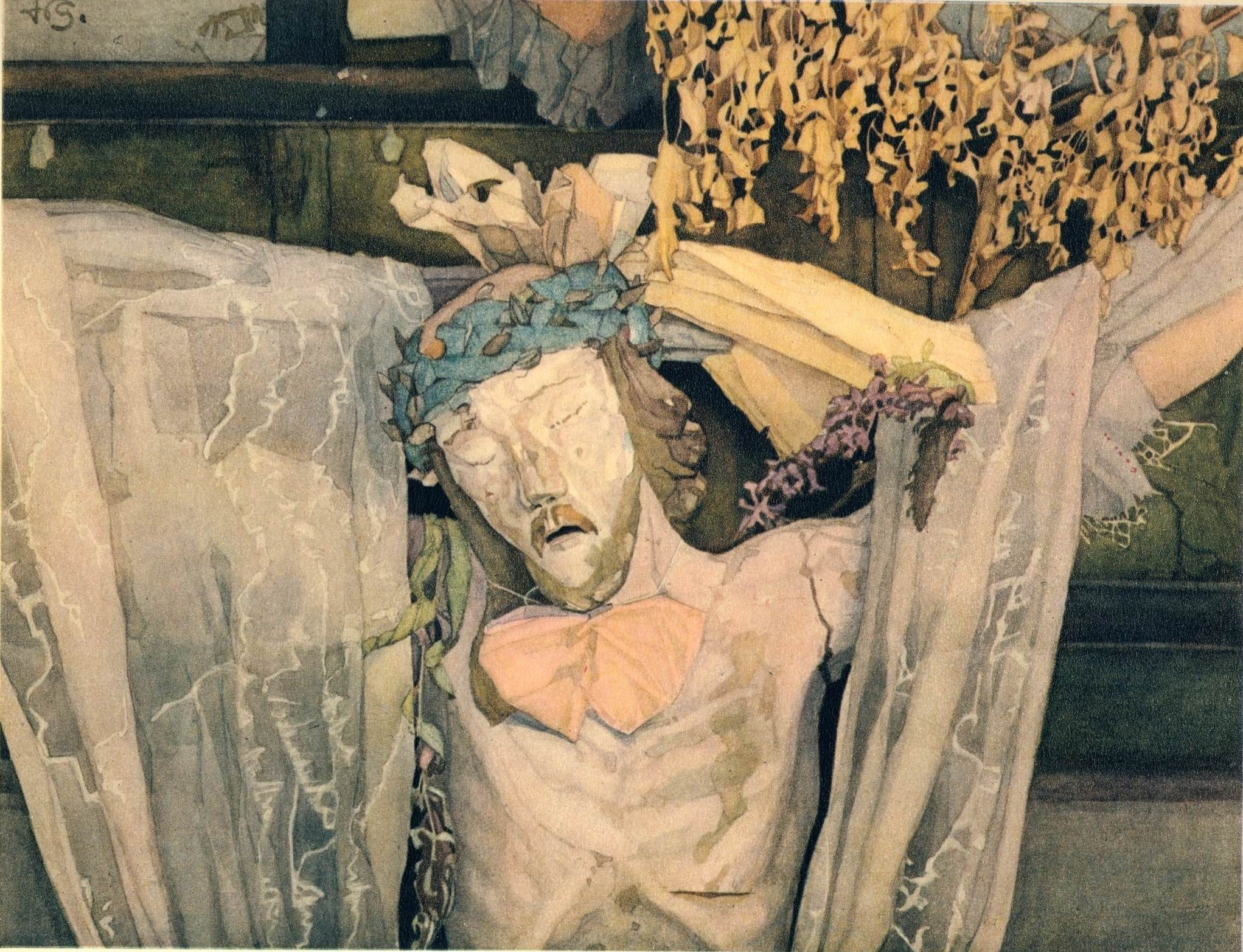
Modlitwa chłopska akwarela Henryka Grombeckiego z 1909 roku z Rybiniszek

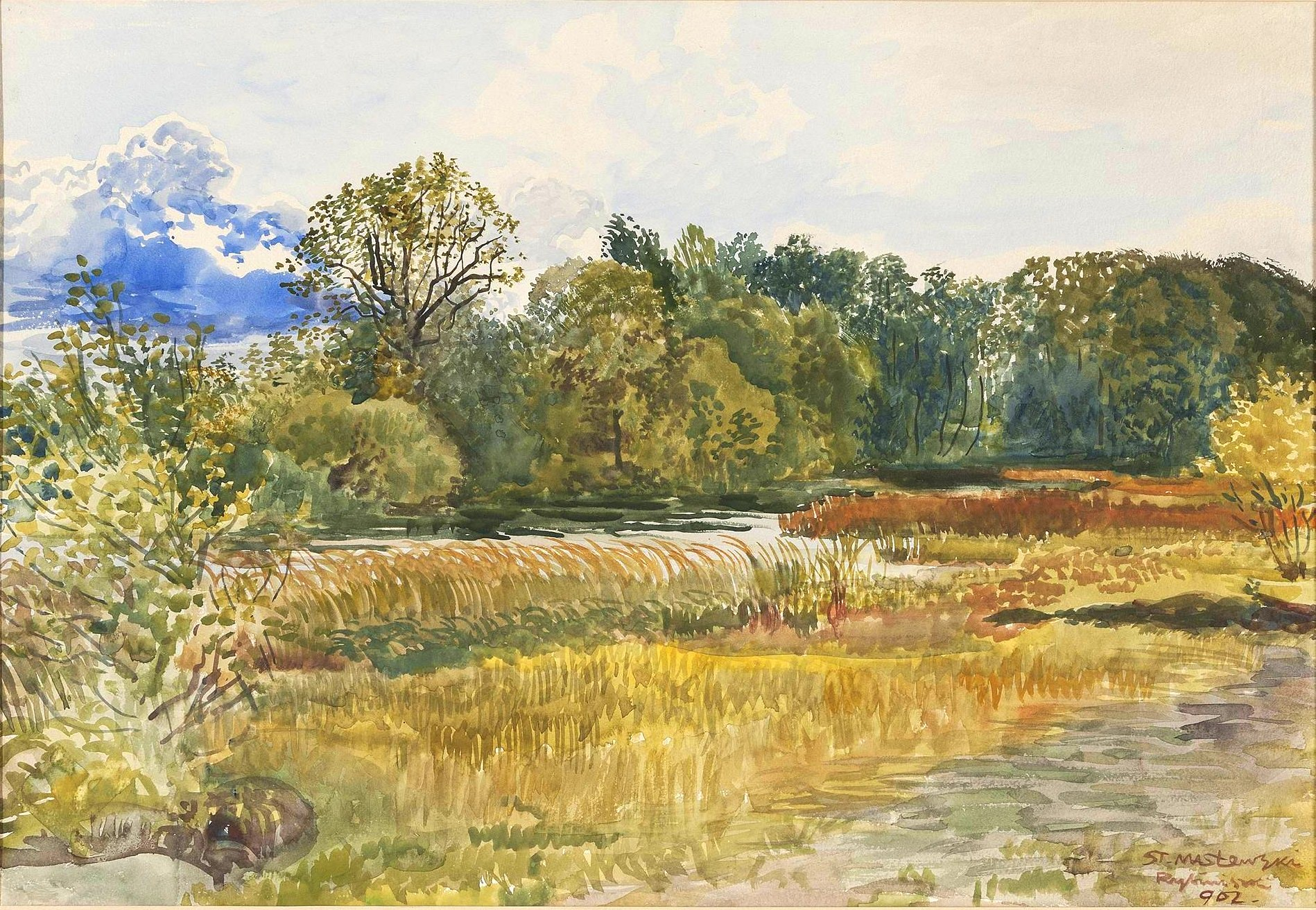
Stanisław Masłowski: "Pejzaż jesienny z Rybiniszek", akwarela, 1902 (w zbiorach Muzeum Narodowego w Warszawie)

Po roku 1804 (po śmierci Michała Weyssenhoffa) nastąpił rozpad klucza na odrębne majątki i folwarki, wśród nich było samo miasteczko Rybiniszki z kościołem parafialnym pod wezwaniem Piotra i Pawła (ufundowanym przez marszałka rzeżyckiego Michała Weyssenhoffa), pierwotnie filią kościoła fejmańskiego, a od 1816 r. samodzielną parafią. Znajdował się tam też pałac, budowę którego rozpoczęli jeszcze Berkowie, rozbudowany przez Michała Weyssenhoffa (1766) i dokończony (1796). Synem Michała był Alfons Jan Paweł Weyssenhoff (1758-1867), prezydent sądu w Rzeżycy, dziedzic dóbr Andzelmujża. Od 1828 roku jego żoną była Róża z Siellawów. Folwark Rybiniszki kupił w 1874 roku (wraz z niektórymi innymi dobrami dawnego klucza) generał Stanisław Kierbedź. Krewy pozostały w rękach Weyssenhoffów aż do 1877 roku, ale inne dobra – Antoniszki, Tadehof, Weronikowo, Strażwald i Bodże – trafiły w ręce różnych rodzin już wcześniej.
Na przełomie XIX i XX wieku Rybiniszki były odwiedzane przez artystów-malarzy, którzy przybywali tu na plenery (m.in. Stanisława Masłowskiego, Henryka Grombeckiego, i Mariana Trzebińskiego, zob. ilustracja z lewej).
W ciągu wieku XIX w Rybiniszkach osiedlono sporą grupę Żydów, tak że stanowili oni tu znaczącą większość: w 1897 roku było ich tu 533 spośród 584 mieszkańców ogółem (91% populacji), a w 1920 wciąż jeszcze 386 z 446 (87%).

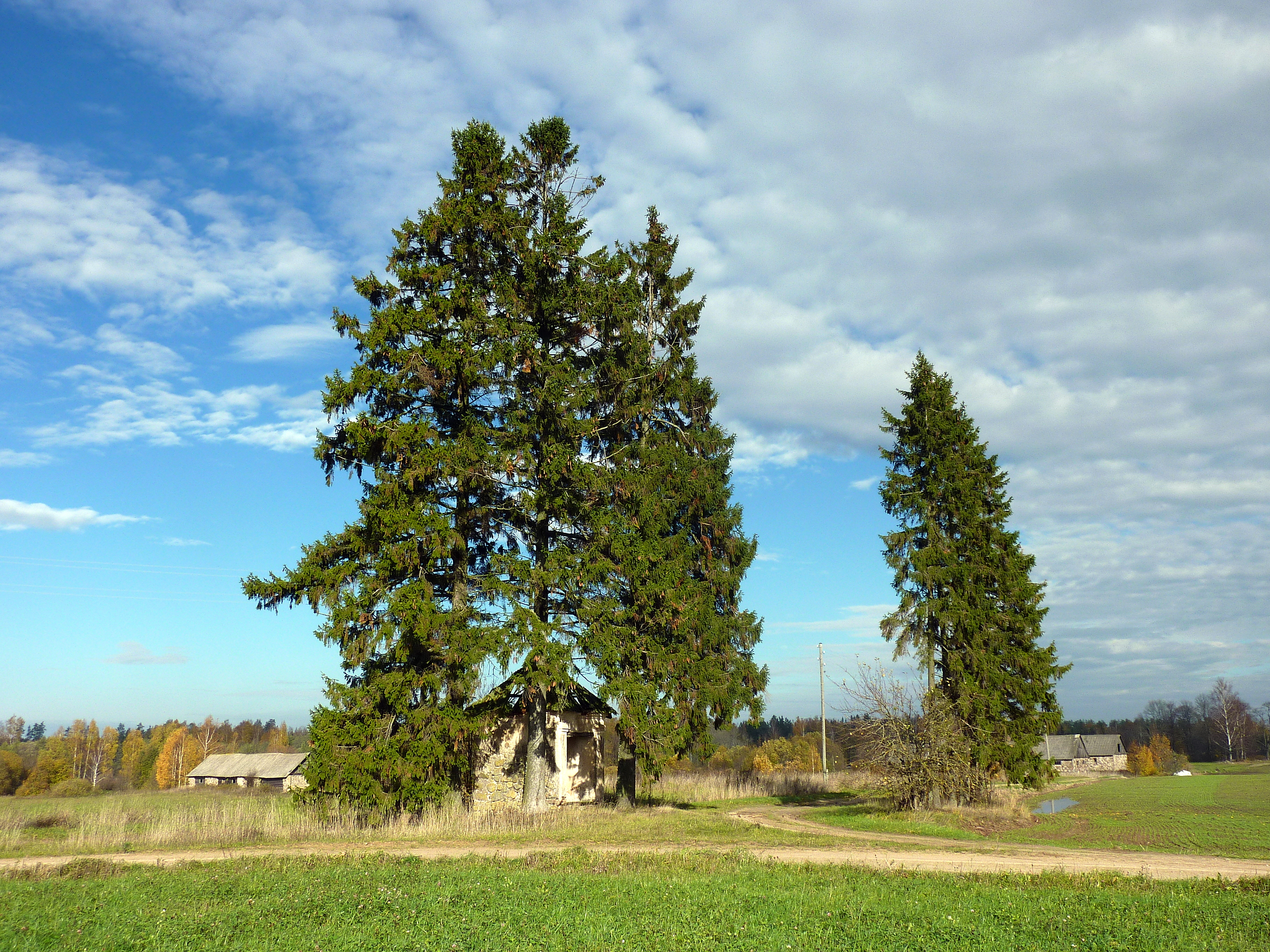
Pozostałości majątku Stefanpol

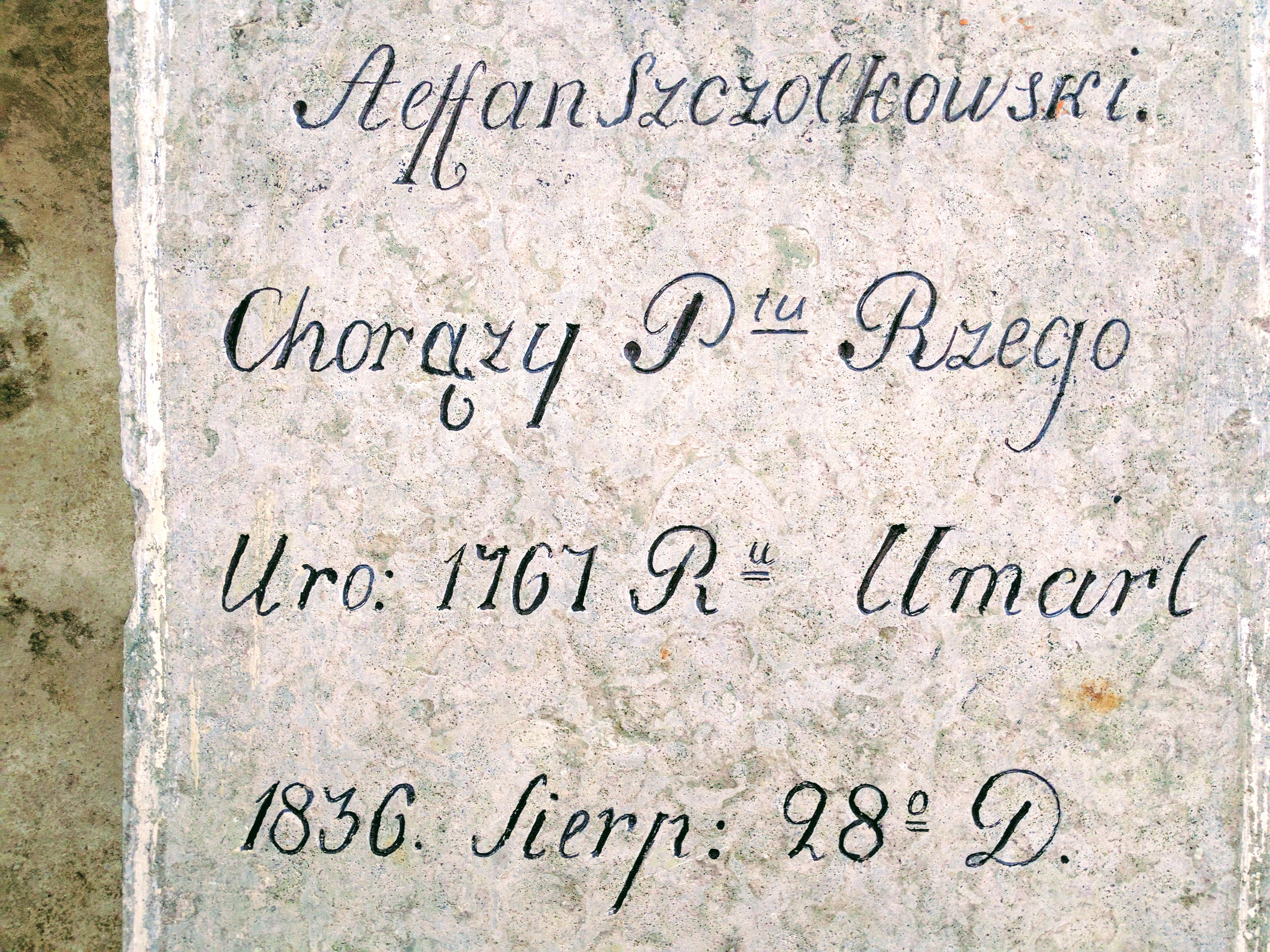
Fragment pamiątkowej płyty chorążego powiatu rzeżyckiego Stefana Szczotkowskiego przechowywanej w podziemiach kościoła w Wielonach (ok. 25 km od Rybiniszek)